# Draculas Tochter und Professor Satanas
Draculas Tochter und Professor Satanas (Mexikanischer Originaltitel La mujer murciélago = Die Fledermausfrau, bezogen auf Englisch Batwoman) ist ein mexikanischer Science-Fiction-, Horror- und Superheldenfilm von 1968, der mit bekannten Luchadores wie Crox Alvarado in Acapulco und den Estudios Churubusco Azteka in Mexiko-Stadt produziert wurde.

## Handlung
In Acapulco, aber auch auf der anderen Seite des Pazifiks, in Macau und Hongkong verschwinden bekannte Sportler. Ihre im Wasser aufgefundenen Leichen weisen Merkmale von Gehirnoperationen auf, die nur ein Chirurg vornehmen kann.
Da die örtliche Polizei ratlos ist, erhält sie Hilfe aus der Hauptstadt durch den Spezialagenten Hauptmann Mario Robles, der für eine besondere Ermittlungsgruppe tätig ist. Durch seine Vermittlung wird die „Fledermausfrau“ an den Ermittlungen beteiligt. Sie verfügt über ein großes Vermögen und führt in Mexiko-Stadt ein luxuriöses Leben und hat sich zur Aufgabe gemacht, gegen das Böse zu kämpfen. Bei ihren Einsätzen verbirgt sie ihre Identität durch ein Kostüm, das jenem von Batman nachempfunden ist.
In der Bucht von Acapulco liegt die Yacht Reptilicus von Dr. Williams, einem verrückten Wissenschaftler. In seinem Labor führt er biologische Experimente mit Leichen durch. Durch eine den Leichen entnommene Substanz aus der Zirbeldrüse, die er in Fische überträgt, will er einen Fischmenschen schaffen, der sowohl an Land wie unter Wasser leben kann. Bislang sind alle Experimente fehlgeschlagen. Doch mit der Entführung und Ermordung des „Schweden“, einem bekannten Ringer, hat Williams Glück. Das Experiment gelingt und das entstandene Seeungeheuer kann sich sowohl an Land wie auch im Wasser bewegen und atmen. Williams kontrolliert das Seeungeheuer über einen Gehirnwellensender.
Die Fledermausfrau, die auch eine professionelle Taucherin ist, ermittelt heimlich an Bord der Reptilicus und entdeckt Dr. Williams Pläne. Als sie von seinen Handlangern überrascht wird und Williams im Labor präsentiert wird, schüttet sie ihm Säure ins Gesicht. In der allgemeinen Verwirrung gelingt ihr die Flucht. Williams ist außer sich vor Wut und schwört Rache. Bei einem weiteren Taucheinsatz in der Nähe der Yacht gelingt es der Fledermausfrau nur knapp, dem Ungeheuer zu entkommen. Versuche von Williams Handlangern, sie an Land zu stellen, schlagen fehl.
Durch die Ermittlungen der Polizei und der Fledermausfrau verdichten sich die Verdachtsmomente gegen Williams immer mehr. Aus Hongkong und Macao treffen Meldungen ein, dass Williams Reptilicus jeweils zur Zeit der Morde im Hafen lagen. Williams bereitet alles zur Flucht aus Acapulco vor, will aber der Fledermausfrau unbedingt Herr werden, um mit ihr weibliche Fischmenschen zu schaffen, so dass er eine eigene Rasse züchten kann, mit der er die Ozeane beherrschen will. Durch einen Agenten lässt er heimlich einen Minisender an der Kapuze der Fledermausfrau anbringen, als sie die Arena der Luchadoras verlässt.
Durch den Sender lenkt Williams das Ungeheuer in die Villa der Fledermausfrau, die den Sender zwar entdeckt hat, aber seine Funktion zuerst nicht erkennt. Das Ungeheuer kann sie zwar überraschen und entführen, wird aber im letzten Moment durch Mario behindert, so dass der Fischmensch ohne die Heldin an Bord der Yacht zurückkehrt. Die Fledermausfrau, Mario und der Polizei-Inspektor schleichen sich auf die Jacht, werden aber entdeckt und gefangen. Der Fledermausfrau gelingt es im Gerangel, den von ihr mitgeführten Sender unbemerkt auf dem Rücken von Dr. Williams anzubringen. Kurz bevor Williams bei ihr mit der Operation beginnt, erscheint plötzlich das Ungeheuer und dringt, vom Sender angezogen, auf ihn ein. In dem allgemeinen Chaos bricht Feuer im Labor aus, die Gefangenen können sich befreien und in einem Boot fliehen. Die Reptilicus explodiert, offenbar gibt es keine Überlebenden.
Mario, sein Kollege und die Fledermausfrau trinken auf ihren Erfolg in einer Bar Cocktails. Plötzlich schreit sie auf und ruft: „Tötet sie!“ Verblüfft schauen die beiden Polizisten auf und sehen auf dem Fußboden eine kleine Ratte.

## Hintergrund
Der Film entstand 1967 im Kontext der Batman-Fernsehserie und dem Spielfilm Batman hält die Welt in Atem. Die Idee des verrückten Wissenschaftlers, der biologische Experimente mit Menschen vornimmt, findet sich bereits in Alfredo Salazars Figur des Dr. Krupp aus den Aztekische-Mumie-Filmen von 1958/59 wieder. Die Figur des Seeungeheuers ist stark angelehnt an den Fischmenschen aus Der Schrecken vom Amazonas. Generell ist Draculas Tochter und Professor Satanas im Kontext der in Mexiko populären Luchador-Filme um El Santo zu verorten.
Die aufwändigen Unterwasseraufnahmen stammen von Genero Hurtado, die Unterwassertechnik von Alfonso Arnold.
Der Film wurde offenbar 1969 Deutsch synchronisiert. Der deutsche Synchrontitel suggeriert einen nicht vorhandenen Kontext zu Draculas Tochter. Warum aus der mexikanischen Superheldin die Tochter von Dracula gemacht wurde, ist nicht bekannt.

## Veröffentlichung
Die Uraufführung fand am 28. März 1968 statt.
2014 erschien bei VCI Entertainment eine DVD-Edition im spanischen Originalton. Die deutschsprachige Premiere fand 1970 in Österreich statt.

## Trivia
Der Name von Professor Williams’ Yacht Reptilicus ist offenbar eine ironische Anspielung auf Ib Melchiors Monsterfilm Reptilicus aus dem Jahr 1961.